# St. Martin’s (North Yorkshire)
St. Martin’s – civil parish w Anglii, w North Yorkshire, w dystrykcie (unitary authority) North Yorkshire. W 2011 civil parish liczyła 222 mieszkańców.